# Восточный судоходный канал

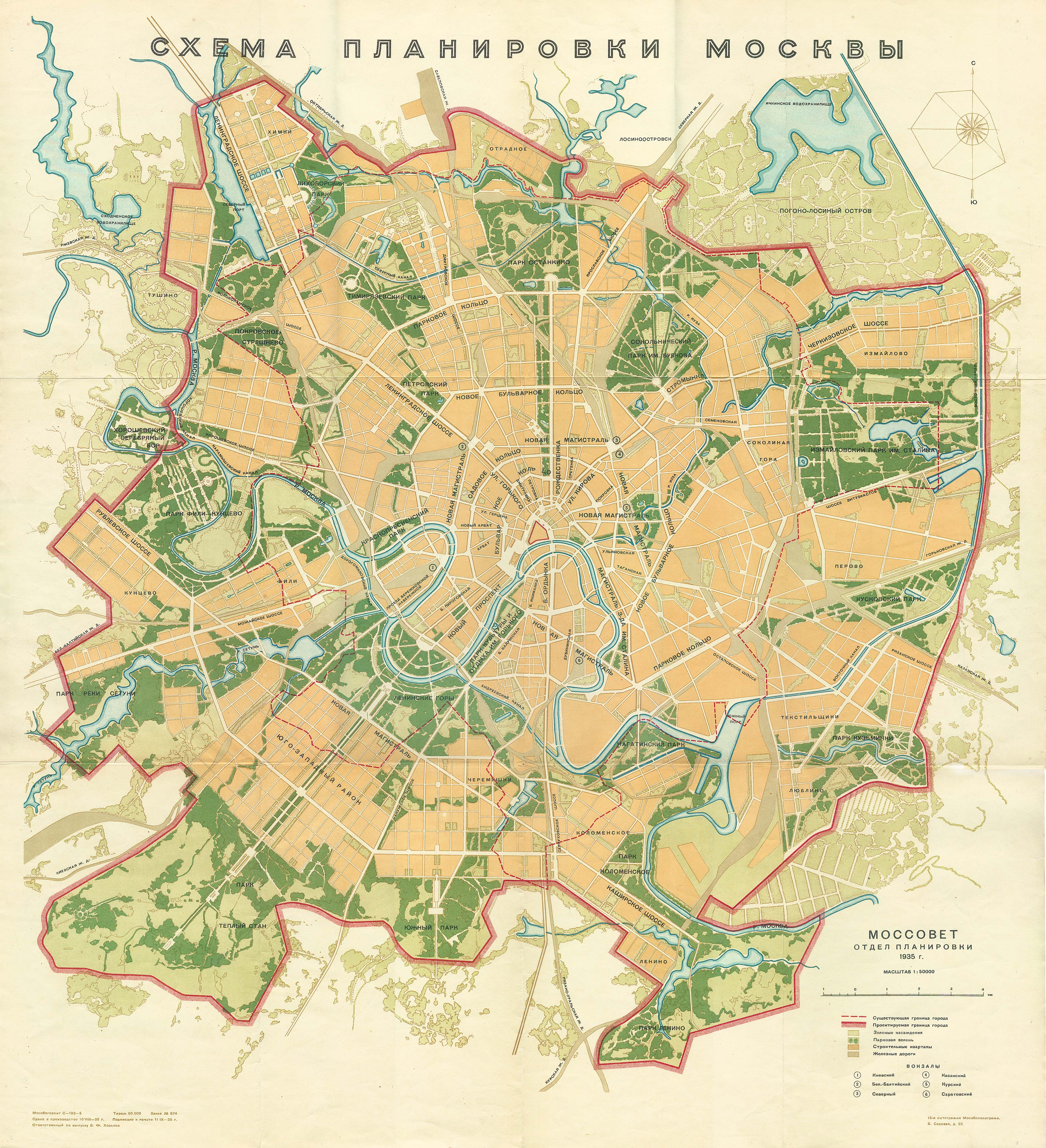
Восточный канал на Генплане Москвы 1935 г.

Восточный судоходный канал — планировавшийся к постройке судоходный канал вокруг Москвы. Канал планировался как вторая очередь канала Москва-Волга, он должен был обходить Москву с востока и соединиться с Москвой-рекой в районе Южного речного вокзала. Канал позволил бы сократить транзитный грузовой поток через центр Москвы.

## Канал на Генплане 1935 года
На генплане 1935 года канал начинался на Клязьминском водохранилище, шёл к Мытищам, далее спускался на юг, огибая Лосиный остров и планировавшееся Ичкинское водохранилище (на реке Ичка), затем шёл примерно вдоль нынешней трассы Кольцевой автодороги до парка Кусково, и там резко поворачивал на запад-юго-запад в сторону Южного порта. Активное строительство столицы после окончания Великой Отечественной войны сделало невозможным выход канала в Южный порт, и проект был заморожен.

## Канал на Генплане 1971 года
Второй генплан развития Москвы, принятый в 1971 году, не отказывался от проекта Восточного канала, однако его трасса была перенесена восточнее, за уже построенную в 1960 году Кольцевую автодорогу. Канал брал начало в Пяловском водохранилище и заканчивался за территорией Москвы, впадая в Москва-реку около Быково в районе впадения реки Пехорки, спрямлённое русло которой, вероятно, становилось частью канала. На канале планировалось сооружение трёх шлюзов и трёх водохранилищ: на Клязьме (275 га), около г. Щёлково (140 га) и Люберецкого (800 га). На Щелковском и Люберецком водохранилищах планировалось создать грузовые порты. На Люберецком водохранилище планировался к постройке пассажирский речной вокзал, к которому планировалось продолжить ветку Ждановско-Краснопресненской линии.